# Kurt Stawizki
Kurt Stawizki (ur. 12 listopada 1900 w Kilonii, zm. 20 września 1959 w Bad Godesberg) – policjant niemiecki (Gestapo) (jako niem. Kriminalrat), SS-Sturmbannführer współodpowiedzialny m.in. za mord profesorów lwowskich (4 lipca 1941), deportacje Żydów lwowskich do obozu zagłady w Bełżcu (1942) i egzekucje niemieckich uczestników zamachu na Hitlera 20 lipca 1944.
Od 1932 w NSDAP i SS. Od 1933 w Gestapo (1935–1939 w Opolu, od rozpoczęcia okupacji niemieckiej ziem polskich w urzędzie Sicherheitspolizei i Sicherheitsdienst w Krakowie). Od października 1939 dowódca Grenzpolizei-Kommissariat w Sanoku, po Ludwigu Hahnie. W 1941 członek Einsatzkommando zur besonderen Verwendung zorganizowanego i dowodzonego przez dowódcę Sicherheitspolizei i Sicherheitsdienst na Generalne Gubernatorstwo (niem. Befehlshaber der Sicherheitspolizei und des SD) SS-Brigadeführera Eberharda Schöngartha.
Po ataku Niemiec na ZSRR i zajęciu Lwowa przez Wehrmacht uczestniczył w aresztowaniach i egzekucji profesorów lwowskich w nocy z 3 na 4 lipca 1941. Dowódca tzw. (niem.) Mordkommandos. Szef Gestapo w Urzędzie Sicherheitspolizei i Sonderdienst we Lwowie (do 24 listopada 1943). Współorganizował i uczestniczył w deportacjach Żydów lwowskich do obozu zagłady w Bełżcu (1942). Nadzorował prace Sonderkommando 1005 (palenie zwłok ofiar masowych egzekucji). Od października 1943 w Gestapo w Hamburgu, później w RSHA. Członek Sonderkommando podczas egzekucji uczestników zamachu na Hitlera 20 lipca 1944. W 1945 zastępca komendanta obozu koncentracyjnego Flossenbürg, gdzie przebywali m.in. uwięzieni i ostatecznie zamordowani 9 kwietnia 1945 roku, na dwa tygodnie przed wyzwoleniem obozu, uczestnicy konspiracji antyhitlerowskiej: Wilhelm Canaris, Hans Oster i Dietrich Bonhoeffer.
1 maja 1945 zaopatrzony przez Gestapo we Flensburgu w pieniądze i fałszywe dokumenty na nazwisko „Kurt Stein”. Od października 1945 mieszkał w Bad Godesberg. W latach 1953–1959 pracował w Deutsche Forschungsgemeinschaft (DFG).
Nieukarany za popełnione zbrodnie.